# بحران تکرار
بحران تکرار (به انگلیسی: Replication crisis) یا بحران بازتولیدپذیری (به انگلیسی: Reproducibility crisis) یک بحران روش‌شناختی جاری (سال ۲۰۱۹) است که مشخص می‌کند بازتولیدپذیری بسیاری از مطالعات علمی دشوار یا غیرممکن است. بحران تکثیر، علوم اجتماعی و علوم زیستی را به‌شدت تحت‌تأثیر قرار می‌دهد. این بحران ریشه دیرینه دارد. این عبارت در اوایل سال ۲۰۱۰ به عنوان بخشی از آگاهی فزاینده از مشکل ابداع شد. بحران تکثیر نمایانگر یکی از تحقیقات مهم در فراشناخت است.
از آنجا که تکرارپذیری آزمایش‌ها یک بخش اساسی از روش علمی است، عدم توانایی در بازتولید مطالعات دیگران برای بسیاری از رشته‌های علمی که در آن تئوری‌های قابل توجهی بر اساس کار آزمایشی تجربی غیرقابل بازتولید پایه‌گذاری شده عواقب بالقوه زیادی خواهد داشت. بحران تکثیر به ویژه در حوزه روان‌شناسی (و به ویژه روان‌شناسی اجتماعی) و روان‌شناسی بالینی و روان‌پزشکی و در پزشکی مورد بحث قرار گرفته‌است، تلاش‌های زیادی برای بررسی مجدد نتایج کلاسیک انجام شده‌است، و همچنین سعی شده‌است که اطمینان پذیری نتایج نیز تعیین شود. در صورت غیرقابل اعتماد بودن یافته‌های تجربی، دلایل عدم موفقیت در بازتولید نیز ذکر شود.